# Call of Duty: World at War – Zombies
Call of Duty: World at War: Zombies (также известная как Call of Duty: Zombies) — компьютерная игра в жанре шутера от первого лица, разработанная компанией Ideaworks Game Studio и изданная Activision эксклюзивно для операционной системы iOS от Apple. «Call of Duty: Zombies» является спин-оффом серии игр Call of Duty и основана на игровом режиме «Nazi Zombies» («зомби-нацисты») из игры «Call of Duty: World at War». Игра была выпущена 16 ноября 2009 года во всём мире. Игра содержит кооперативный многопользовательский режим как через локальную сеть посредством Wi-Fi и Bluetooth, так и через Интернет. Для игры доступен загружаемый контент в виде новых карт.
Игровой сеттинг представляет собой немецкий нацистский бункер времён Второй Мировой войны (Nacht der Untoten), занятый морскими пехотинцами США. Солдаты СС, которые превратились в зомби, пытаются захватить бункер и уничтожить всех игроков, тогда как игроки должны любой ценой защищать бункер.

## Геймплей
«Call of Duty: Zombies» представляет собой типичный 3D-шутер с видом от первого лица, в котором игрок должен уничтожать толпы врагов-зомби. Игроку доступно стрелковое оружие, нож и гранаты. Оружие и боеприпасы распределены по всей карте; игрок должен их собирать, чтобы эффективно сражаться с врагами. За каждого убитого врага игрок получает определённое количество очков.
Зомби попадают в бункер, разламывая баррикады и пробивая стены и перекрытия. Игроки, наоборот, могут ремонтировать эти пробоины, за что игроку  прибавляется по 10 очков за одну доску.
Эти же очки, кроме ремонта, используются для покупки нового оружия, боеприпасов, открытия новых комнат и активации телепортов.

## Разработка
Пакет загружаемого контента версии 1.2.0 содержал в себе исправления производительности и две новые карты — Verrückt и Der Riese. Кроме этого, он содержал поддержку онлайн покупки других карт, 9 новых видов оружия, 13 новых достижений для карты Nacht der Untoten и 10 новых достижений для карты Verrückt. Кроме этого, появилась опция уменьшения детализации окружающего мира для более «плавной» игры.
Последний пакет обновления добавил две новые карты: Shi No Numa и Der Riese.

## Рецензии
Сайт IGN.com написал довольно положительную рецензию на игру. Графика, получившая оценку 80%, была похвалена за её трёхмерность и качественные модели врагов. Также была похвалена хорошая музыка и реалистичное звуковое оформление (75%). Геймплей и управление (75%) также были оценены хорошо, хотя было отмечено несколько недостатков. Однако самым главным и очень существенным минусом игры журналисты назвали очень завышенную цену. Согласно обзору, несмотря на все достоинства игры, её цена слишком завышена для такого класса игр, и обозреватели не могут её рекомендовать к покупке. В итоге финальная оценка была уменьшена до 70%.